# Gerhard Hirschfelder
Blahoslavený Gerhard Hirschfelder (17. února 1907, Kladsko – 1. srpna 1942, Dachau) byl německý římskokatolický kněz a mučedník z období nacismu. Katolická církev jej uctívá jako blahoslaveného.

## Život a smrt

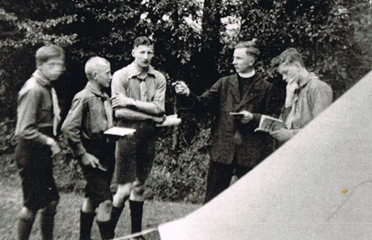
Gerhard Hirschfelder pracující s mládeží

Narodil se jako nemanželské dítě švadleně Marii Hirschfelderové, jeho otcem pak byl obchodník s látkami Oswald Wolff. Pokřtěn byl dne 19. února 1907 v místním farním kostele Nanebevzetí Panny Marie P. Augustinem Bertmannem. Ve svých 11 letech přijal ve stejném kostele svátost biřmování. Již v dětství se toužil stát knězem.
Roku 1926 maturoval a poté absolvoval teologická a filozofická studia na Vratislavské univerzitě. Často však byl pro svůj nemanželský původ v křesťanské společnosti diskriminován.
Dne 22. listopadu 1931 byl vysvěcen na podjáhna a dne 29. prosince 1931 byl ve vratislavské katedrále kardinálem Adolfem Bertramem vysvěcen na jáhna. Na kněze byl taktéž ve Vratislavi vysvěcen dne 31. ledna 1932 kardinálem Adolfem Bertramem. Primiční mši svatou sloužil dne 1. února 1932 v kostele Nejsvětějšího Srdce Ježíšova v Długopole-Zdrój. Nejprve sloužil jako kaplan v několika farnostech. Poté byl v červenci 1939 byl povolán do Kladska, aby pracoval s mládeží, u které se stal velmi oblíbený. Odrazoval je od vstupu do nacistického hnutí Hitlerjugend a od vlivů nacistické propagandy. Horlivě kritizoval nacismus, za což byl v srpnu 1941 zatčen a uvězněn v kladském vězení.  Odtud byl (bez soudu) v prosinci 1941 poslán přímo do koncentrační tábor Dachau, kde obdržel vězeňské číslo 28927. Byl uvězněn v bloku 26/3. Zde se stal členem Schoenstattského hnutí.
Zemřel 1. srpna 1942 za nedostatku jídla na zápal plic, kterým se nakazil. Jeho ostatky byly zpopelněny a o několik týdnů později pohřbeny. Jeho hrob se nachází na hřbitově v Czermna v polském Slezsku.

## Beatifikace
Beatifikační proces byl zahájen v münsterské diecézi dne 19. prosince 1998, čímž byl Hirschfelder prohlášen za služebníka Božího. Dne 9. února 2010 podepsal papež Benedikt XVI. dekret o jeho mučednictví a dne 27. března 2010 a schválil budoucí blahořečení.
Samotnému obřadu blahořečení předsedal v katedrále sv. Pavla v Münsteru dne 19. září 2010 jménem papeže kardinál Joachim Meisner. Blahořečení se dále zúčastnili mimo mnoha jiných duchovních i laiků arcibiskup Erwin Josef Ender, arcibiskup (a pozdější kardinál) Dominik Duka, nebo biskup Felix Genn.

## Odkazy

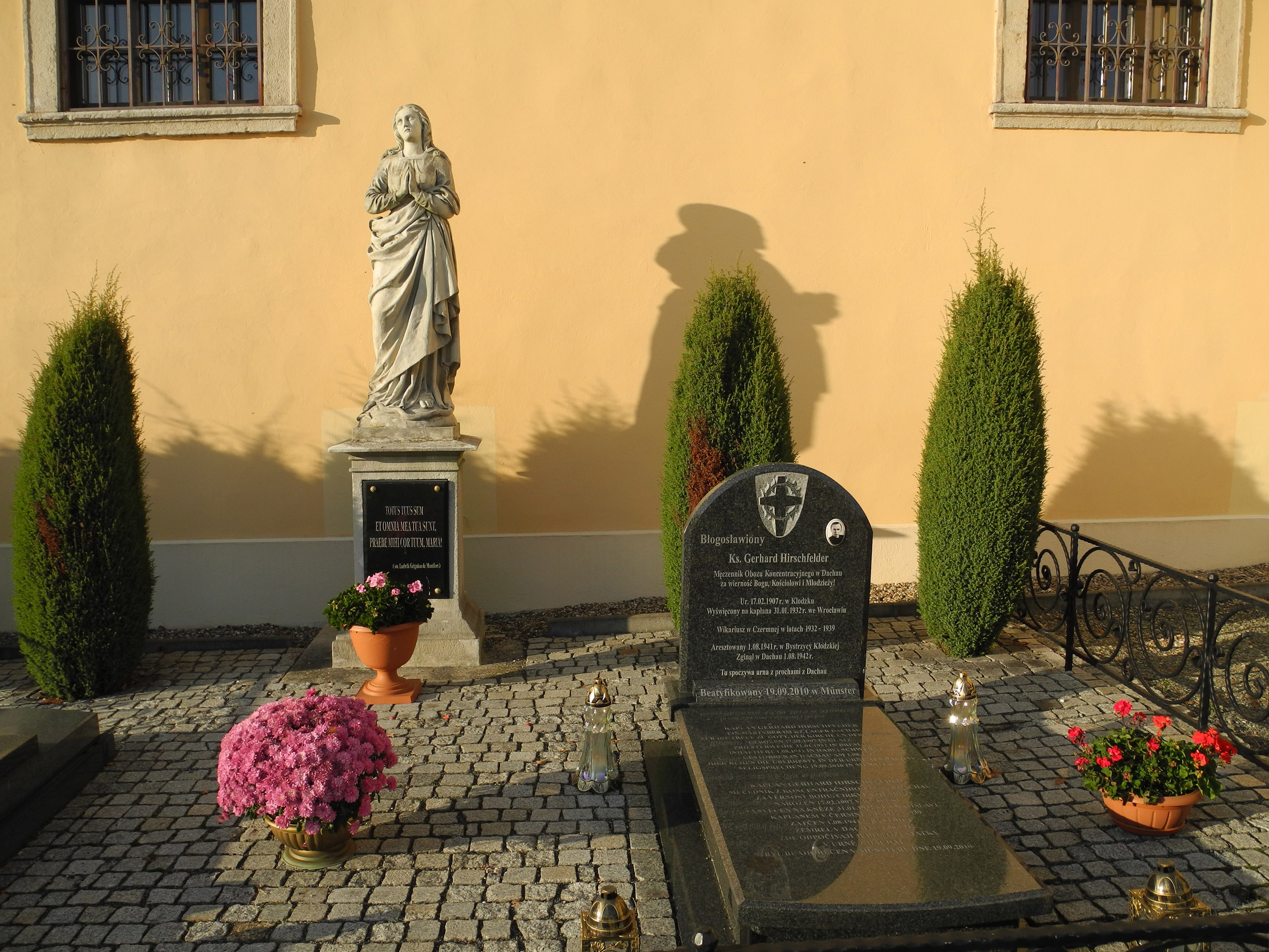
Hrob Gerharda Hirschfeldera v Czermne